# Великая мечеть Дженне
Дженне́нская собо́рная мече́ть (араб. الجامع الكبير في جينيه‎) — самое большое глинисто-наносное здание в мире. Мечеть расположена в городе Дженне (Мали) в пойме реки Бани. Помимо того, что мечеть является центром общины Дженны, она также является одной из самых известных достопримечательностей Африки. В составе объекта «Старый город Дженне» мечеть в 1988 году включена в список Всемирного наследия ЮНЕСКО.

## История
На протяжении нескольких столетий Дженне был рыночным центром и важным звеном транссахарской золототорговли. В XV-XVI веках город стал одним из мест, откуда шло распространение ислама по всей территории Африки.
Первая мечеть в городе была, видимо, сооружена между 1200 и 1330 годами. Самым ранним документом, в котором упоминается мечеть, является «Тарих ас-Судан» Абд ас-Сади, в которой рассказывается о ранней истории, предположительно, из устной традиции, существовавшей в середине семнадцатого века. Тарих утверждает, что султан Кунбуру стал мусульманином, а его дворец разобрали и территорию превратили в мечеть. Он построил ещё один дворец для себя возле мечети на восточной стороне. Его непосредственный преемник построил башни мечети, в то время как следующий султан построил окружающую стену.
Никакой другой письменной информации о Большой мечети нет, пока французский исследователь Рене Кайе (René Caillié) не посетил Дженне в 1828 году и не написал: «В Дженне есть мечеть, построенная из земли, увенчанная двумя массивными, но не высокими башнями; она грубо построена, хотя и очень большая. Она оставлена тысячам ласточек, которые строят в ней свои гнезда. Это вызывает очень неприятный запах, во избежание которого обычай произносить молитвы в маленьком внешнем дворе стал обычным явлением».
За десять лет до визита Рене Кайе правитель Фулани Секу Амаду начал войну и завоевал город. Секу Амаду, вероятно, не одобрил существующую мечеть и позволил ей прийти в упадок. Это было то здание, которое видел Кайе. Секу Амаду также закрыл все маленькие мечети по соседству. Между 1834 и 1836 годами Секу Амаду построил новую мечеть к востоку от существующей мечети на месте бывшего дворца. Новая мечеть представляла собой большое низкое здание без башен и украшений. Французские силы во главе с Луи Арчинаром (Louis Archinard) захватили Дженне в апреле 1893 года. Вскоре после этого французский журналист Феликс Дюбуа (Félix Dubois) посетил город и описал руины оригинальной мечети. Во время его визита территория внутри разрушенной мечети использовалась как кладбище. В своей книге 1897 года «Загадочный Тимбукту» (Tombouctou la Mystérieuse) Дюбуа поместил план и чертеж того, как он представлял себе мечеть до того, как её покинули.
Строительство нынешней соборной мечети велось три года и завершилось в 1907 году (по другим данным — в 1909-м). За строительными работами надзирала гильдия каменщиков города Дженне. В то время Дженне был частью колонии Французская Западная Африка, и французы, возможно, предложили политическую и экономическую поддержку строительству и мечети, и соседнего с ней медресе. Мечеть построена из прессованной глины, песка и воды. Она была возведена на высокой трехметровой платформе на месте, где в XIII-XIV веках располагалось старое здание соборной мечети. Размеры сооружения достигают 75×75 м, а высота центральной башни — около 16 м.
Мечеть не так давно была электрифицирована. В некоторых местах оригинальная поверхность мечети крылась черепицей, что разрушало её историческую конструкцию, а порой даже ставило под угрозу структурную целостность здания. Прихожане мечети сопротивлялись её модернизации, проходившей в 1990-х годах.
Как полагают многие архитекторы, мечеть в Дженне — самое большое достижение архитектурного судано-сахельского стиля, хотя с определёнными исламскими влияниями. Вход в мечеть открыт только мусульманам. Об этом предупреждают информационные стенды на входе. Такое правило распространяется почти на все мечети Мали.

## Всемирное наследие
С 1988 года мечеть (вместе со «старым городом Дженне») входит в список объектов Всемирного наследия ЮНЕСКО в Африке и ныне является одной из самых популярных достопримечательностей Мали.

## В популярной культуре
В игре популярной стратегии в реальном времени для ПК от Microsoft, Age of Empires II, в дополнении The African Kingdoms, мечеть Дженне фигурирует как Чудо Света для цивилизации Малийцев.
В игре sid Meier's civilization 5 Великая мечеть Дженне является чудом света.